# 1886 na literatura

## Eventos
- Janeiro - É publicado o romance O Médico e o Monstro de Robert Louis Stevenson. Um livro que ganhou muitos prêmios.

## Nascimentos
| Data            | Nome            | Profissão           | Nacionalidade   | Observações | Ref |
| --------------- | --------------- | ------------------- | --------------- | ----------- | --- |
| 22 de Fevereiro | Hugo Ball       | poeta e escritor    | Alemanha        | m. 1927     |     |
| 1 de Março      | Oskar Kokoschka | pintor e escritor   | Áustria-Hungria | m. 1980     |     |
| 19 de Abril     | Manuel Bandeira | poeta               | Brasil          | m. 1968     |     |
| 10 de Maio      | Olaf Stapledon  | filósofo e escritor | Inglaterra      | m. 1950     |     |
| 15 de Novembro  | René Guénon     | escritor            | França          | m. 1951     |     |

## Mortes
| Data        | Nome            | Profissão | Nacionalidade | Observações | Ref |
| ----------- | --------------- | --------- | ------------- | ----------- | --- |
| 19 de julho | Cesário Verde   | poeta     | Portugal      | n. 1855     |     |
| 9 de Agosto | Samuel Ferguson | poeta     | Irlanda       | n. 1810     |     |